# Surp-Nigoğayos-Kirche

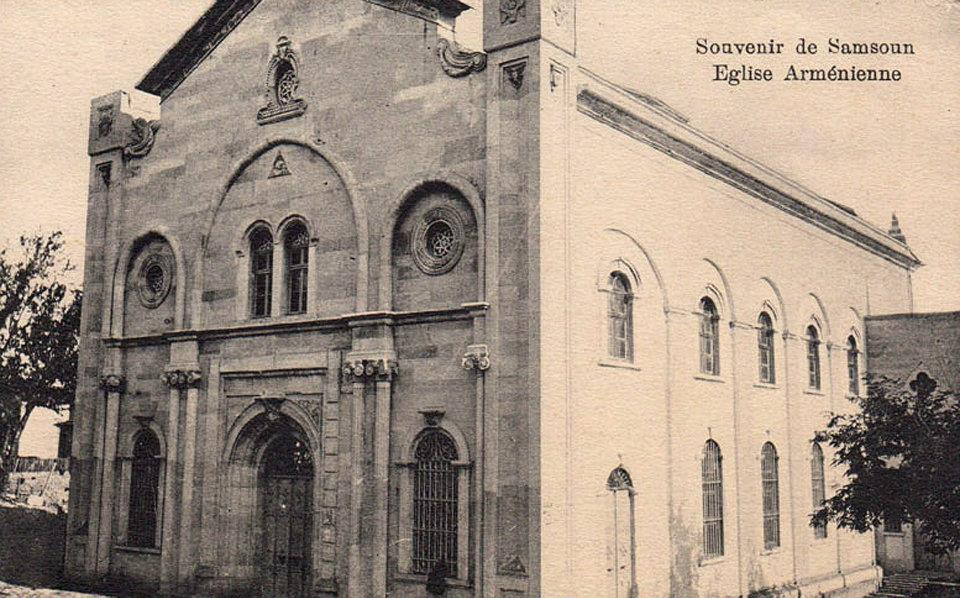
Kirche auf einer Postkarte

Die armenische Surp-Nigoğayos-Kirche (armenisch Սամսուն – Ջանիկ Սուրբ Նիկողոս – Նիկողայոս, türkisch Canik Surp Nigoğayos Ermeni Kilisesi) war eine im Jahre 1840 errichtete armenisch-orthodoxe, dem hl. Nikolaus geweihte Kirche in der nordtürkischen Schwarzmeerstadt Samsun. Anderen Quellen zufolge wurde sie 1849 errichtet. Nach dem Völkermord an den Armeniern verfiel die Kirche; heute existiert sie nicht mehr.
Das im Jahr 1897 zum Bischofssitz erhobene Kirchengebäude befand sich im Armenier-Viertel der Stadt, das heute als Selahiye bekannt ist. Im Jahr 1936 wurde die Kirche zerstört und auf ihren Grundmauern die „Grundschule des 30. August“ (30 Ağustos İlkokulu) errichtet, die seit dem Jahr 2002 eine religiöse Imam-Hatip-Schule geworden ist. Neben der Kirche befand sich zudem ein zweistöckiges Holzhaus, das als Gästehaus des Bischofs diente; heute befindet sich darin die „Grundschule Gâzi Paşa“ (Gâzi Paşa İlkokulu).

## Weitere christliche Kirchen in Samsun
- Agia Triada (Samsun)
- Mater Dolorosa (Samsun)